# Middelpuntzoekende kracht

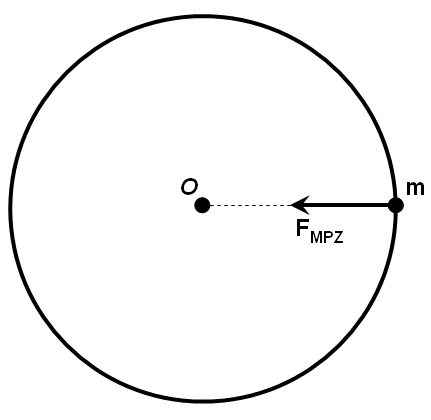
De centripetale kracht is gericht langs de lijn tussen het middelpunt van de cirkelbaan (O) en het massapunt (m).

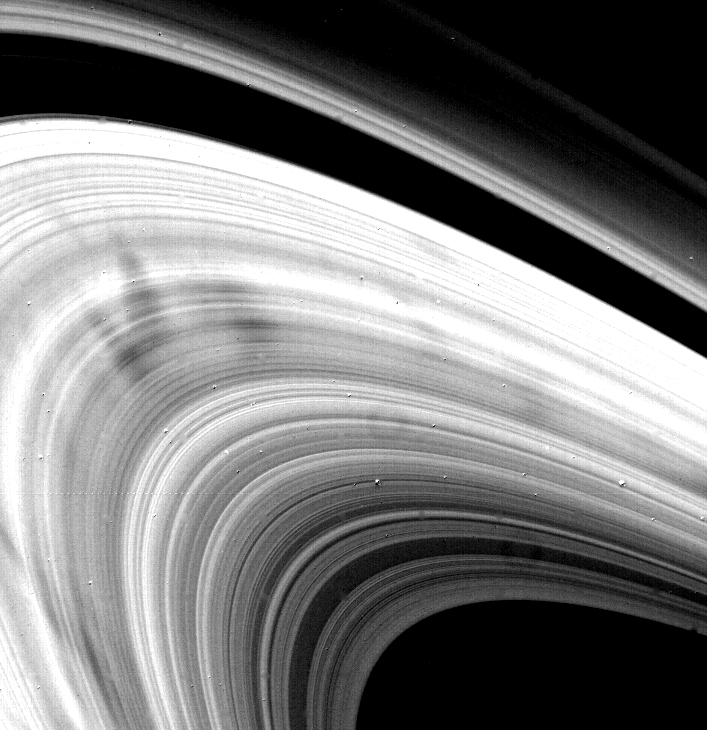
De ringen van Saturnus bestaan uit steenbrokken die door de zwaartekracht in hun baan gehouden worden. De benodigde middelpuntzoekende kracht is in dit geval de gravitatiekracht.

Middelpuntzoekende kracht of centripetale kracht is een kracht die een voorwerp in een cirkel doet bewegen.
De naam “middelpuntzoekende kracht” is niet gebaseerd op de oorzaak van die kracht, zoals bij zwaartekracht of lorentzkracht, maar op het gevolg van die kracht.
Als op een bewegend voorwerp een kracht van constante grootte werkt die telkens haaks staat op de bewegingsrichting, dan zal dat voorwerp een cirkelbaan gaan beschrijven. De kracht blijft daarbij continu naar het middelpunt van de cirkel wijzen. Hierbij verandert de snelheid van het voorwerp niet van grootte, doordat de kracht haaks op de snelheidsvector staat. Er is sprake van een middelpuntzoekende versnelling.
De oorzaak van de middelpuntzoekende kracht kan zwaartekracht zijn. De zwaartekracht van de aarde zorgt er bijvoorbeeld voor dat de maan in een cirkelbaan rond de aarde draait. 
Een middelpuntzoekende kracht wordt ook veroorzaakt door het touw waarmee een steen wordt rondgeslingerd.
De term middelpuntvliedende kracht wordt in verband met cirkelvormige bewegingen ook soms gebruikt. Voor een waarnemer die in de cirkel meebeweegt is er een kracht die naar buiten toe werkt, dus middelpuntvliedend of centrifugaal, een traagheidskracht.

## Berekening
De middelpuntzoekende kracht kan worden berekend door:
{\displaystyle F_{\mathrm {mpz} }={\frac {mv^{2}}{r}}}
waarbij geldt:
- Fmpz is de middelpuntzoekende kracht (in newton)
- m is de massa (in kilogram)
- v is de snelheid (in meter per seconde)
- r is de straal (in meter)

Dit komt overeen met 
{\displaystyle F_{\mathrm {mpz} }=m\omega ^{2}r}
waarbij ω de hoeksnelheid in radialen per seconde is.
Merk op dat bij gelijke rotatiesnelheid (toerental) de krachten lineair toenemen met de straal, wat verklaart dat grote centrifuges efficiënter zijn.